# Phytosciara ninae
Phytosciara ninae är en tvåvingeart som beskrevs av Evgenia Antonova 1977. Phytosciara ninae ingår i släktet Phytosciara och familjen sorgmyggor. Inga underarter finns listade i Catalogue of Life.